# اسکات فیلیپس
اسکات فیلیپس (انگلیسی: Scott Phillips؛ زادهٔ ۲۲ فوریهٔ ۱۹۷۳) طبل‌زن اهل ایالات متحده آمریکا است. وی از سال ۱۹۹۰ میلادی تاکنون مشغول فعالیت بوده است.